# Макенродт
Макенродт (њем. Mackenrodt) општина је у њемачкој савезној држави Рајна-Палатинат. Једно је од 96 општинских средишта округа Биркенфелд. Према процјени из 2010. у општини је живјело 441 становника. Посједује регионалну шифру (AGS) 7134052.

## Географски и демографски подаци
Макенродт се налази у савезној држави Рајна-Палатинат у округу Биркенфелд. Општина се налази на надморској висини од 440 метара. Површина општине износи 4,9 km². У самом мјесту је, према процјени из 2010. године, живјело 441 становника. Просјечна густина становништва износи 90 становника/km².